# Colatitude
Em coordenadas esféricas, colatitude é o ângulo complementar da latitude, i.e. a diferença entre a latitude e 90°.

## Em astronomia
A colatitude é utilizada em astronomia porque se refere à distância zenital dos polos celestes. 
Por exemplo, para um observador localizado sobre a Terra em um ponto de latitude 42°N, o arco esférico (sobre a esfera celeste) entre a estrela Polar (aproximadamente situada sobre o polo Norte celeste) e o zênite (ponto imaginário acima da cabeça do observador) é de 48° = 90° - 42°. Projetando-se o zênite do observador sobre a esfera celeste, a sua colatitude é de 48°.
Adicionando a declinação de uma estrela à colatitude do observador obtém-se a máxima latitude desta estrela (seu ângulo do horizonte a culminação ou trânsito superior). Por exemplo, se Alfa Centauri é vista com uma latitude de 72° norte (108° sul) e sua declinação é conhecida (60°S), então pode-se determinar que a colatitude do observador é 108 - 60 = 48 (i.e. sua latitude é 90 - 48 = 42°S).
Estrelas cujas declinações excedem a colatitude do observador são chamadas circumpolares porque elas nunca poderão ser vistas daquela latitude. Se a declinação de um objeto é superior ao sul sobre a esfera celeste que o valor da colatitude, então ela nunca irá ser vista daquela localização. Por exemplo, Alfa Centauri irá sempre ser vista a noite de Perth (Austrália Ocidental) porque a colatitude é 90 - 32 = 58, e 60 é maior que 58; por outro lado, a estrela nunca irá nascer em Juneau porque sua declinação de -60° é menor que -32° (a negação da colatitude de Juneau).